# Paddenstoel (schimmel)

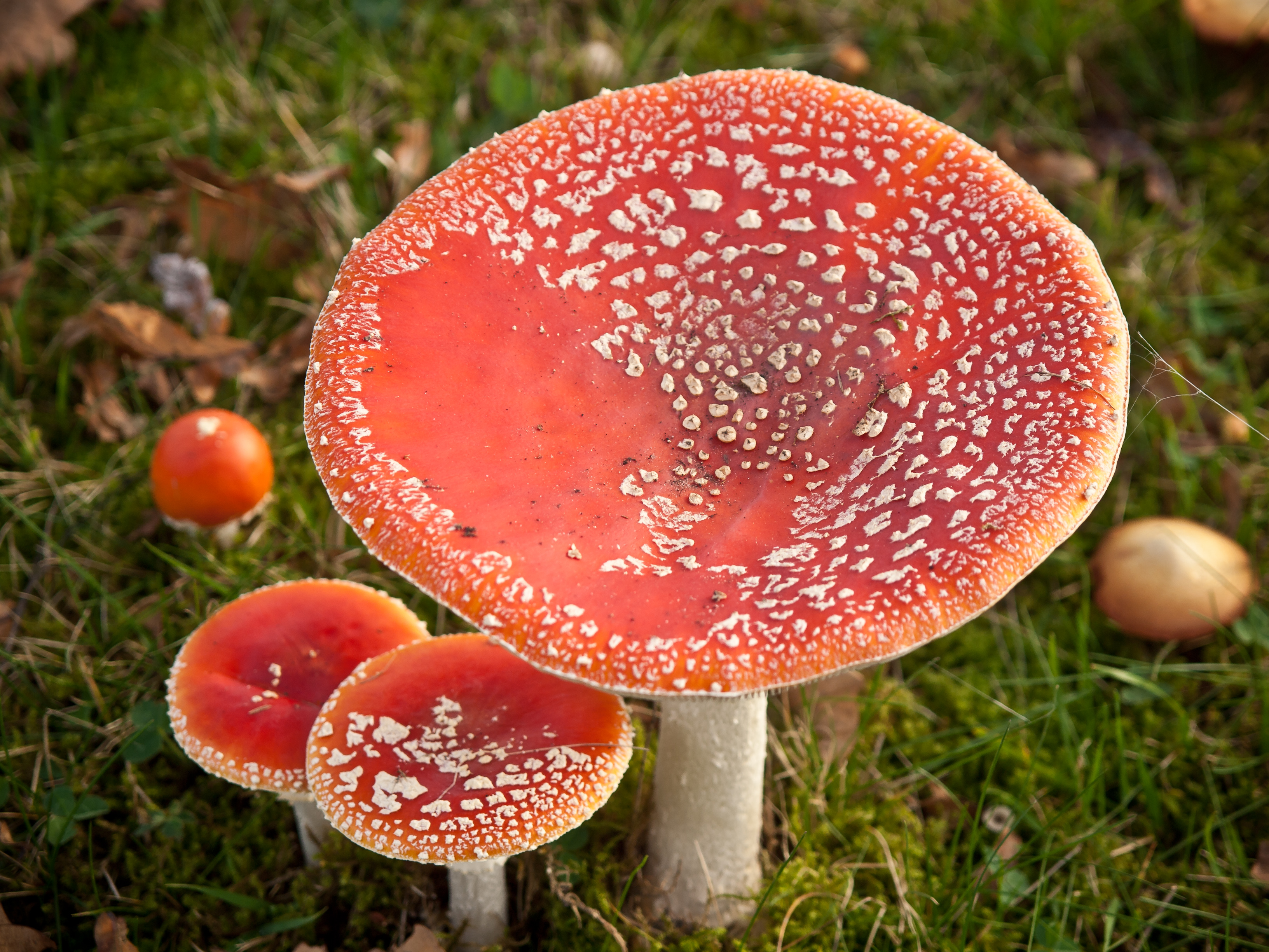
Vliegenzwam

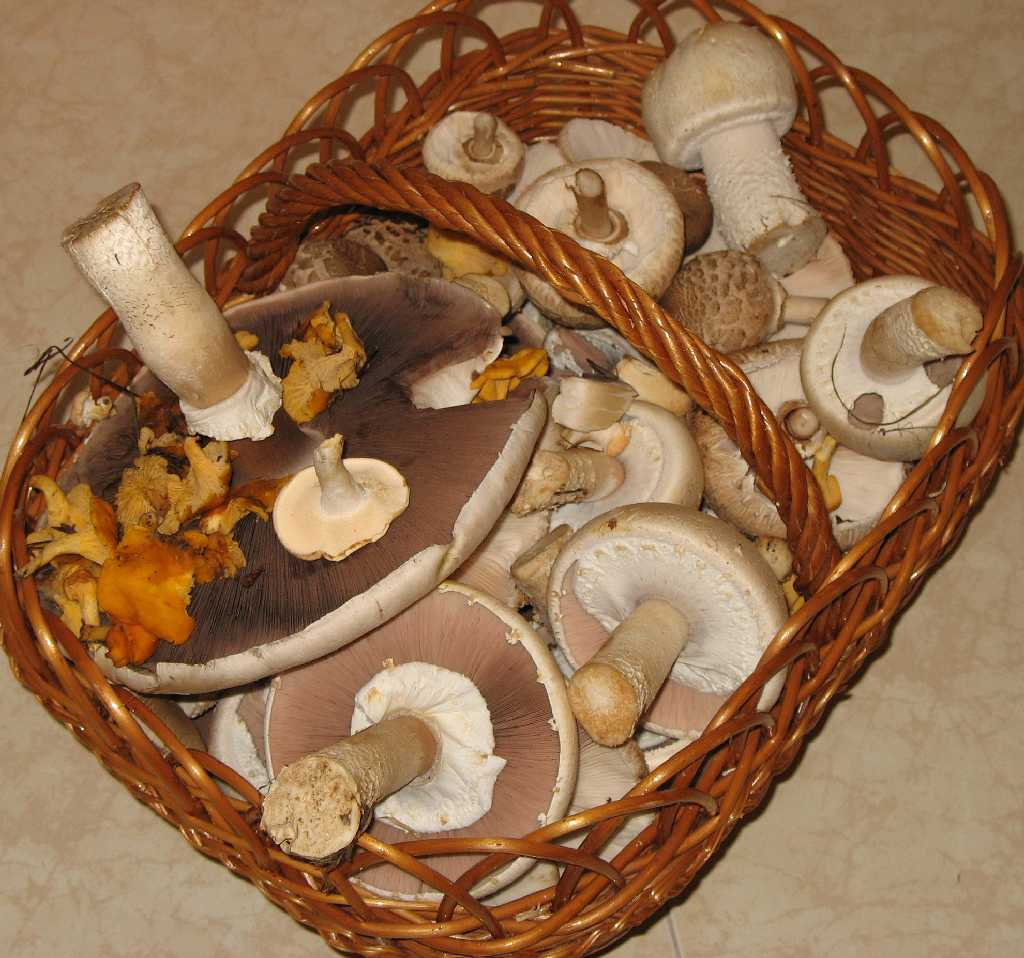
Mandje paddenstoelen, vooral champignons

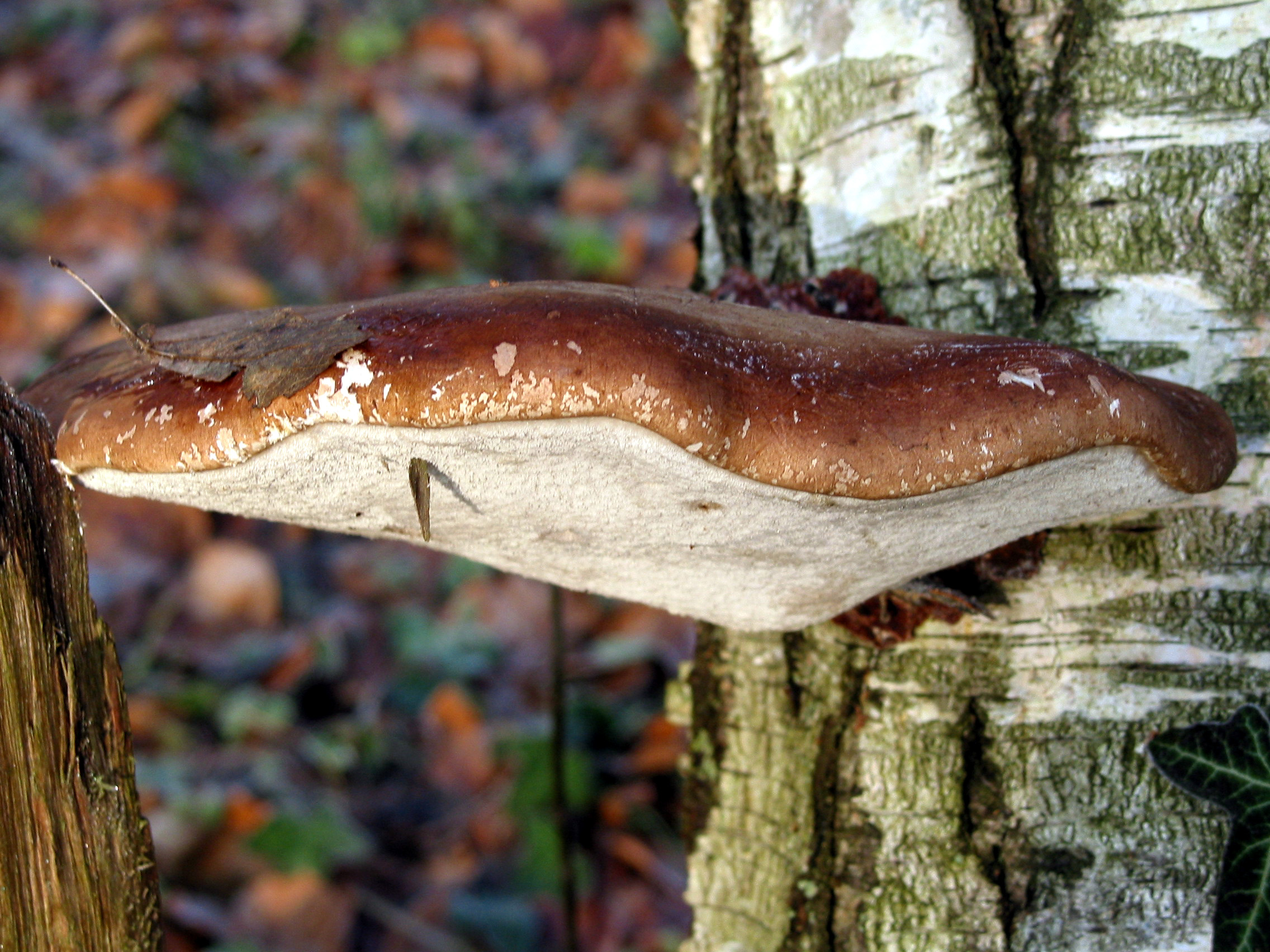
Berkenzwam (Piptoporus betulinus)

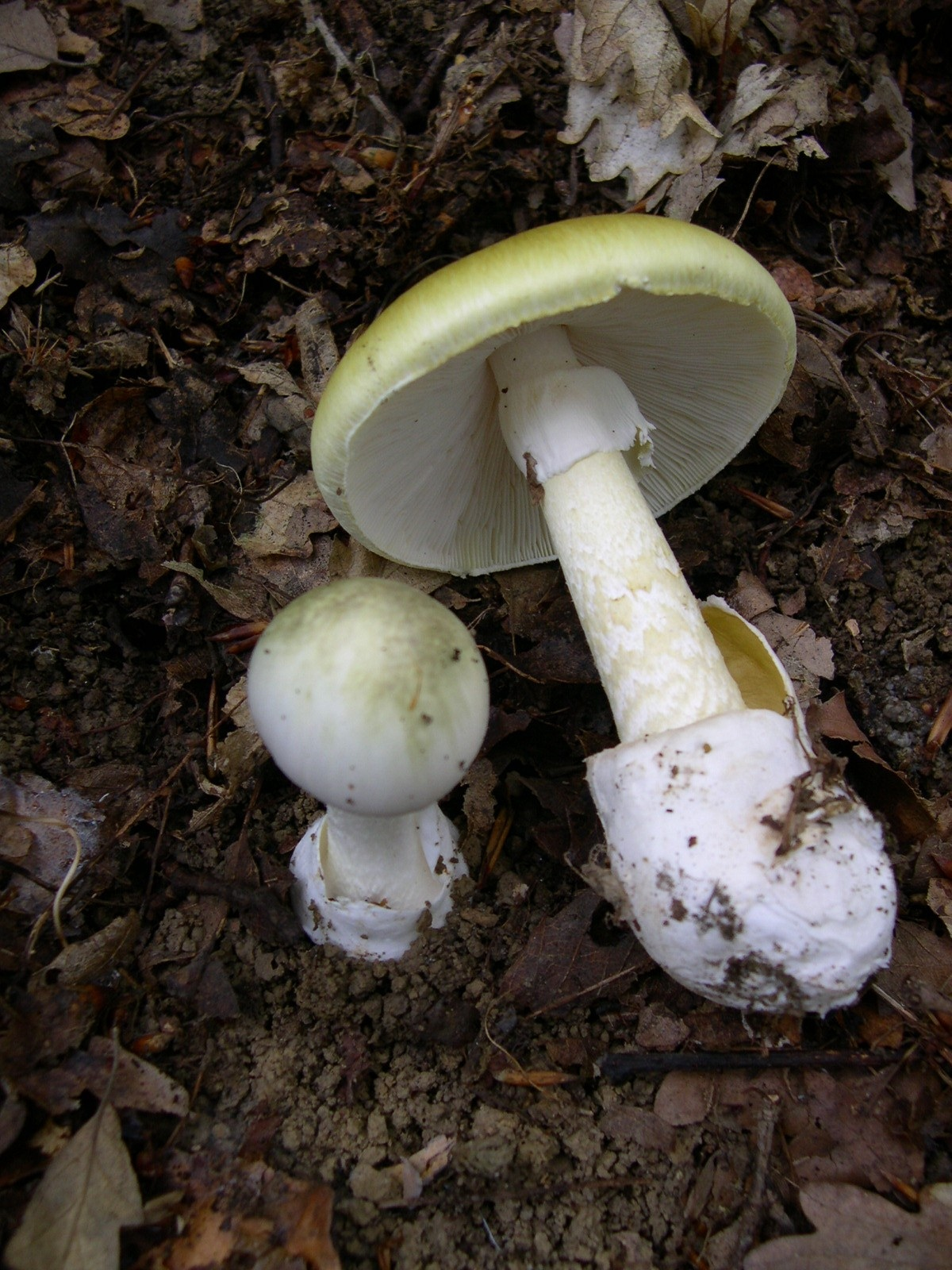
Groene knolamaniet met hoed, steel, manchet en beurs

Een paddenstoel is het vruchtlichaam van veel soorten schimmels (zwammen). Paddenstoelen vormen maar een klein deel van de schimmel, waarvan het grootste deel zich in de bodem bevindt in de vorm van schimmeldraden (hyfen).
De meeste paddenstoelen worden gevormd door de basidiomyceten, met name de orde Agaricales. Een paddenstoel is globaal opgebouwd uit een steel, een hoed en een groot aantal lamellen aan de onderzijde van de hoed. De lamellen produceren microscopische sporen die nodig zijn voor de voortplanting van de schimmel. De term 'paddenstoel' kan ook verwijzen naar de steelloze vruchtlichamen van ascomyceten.

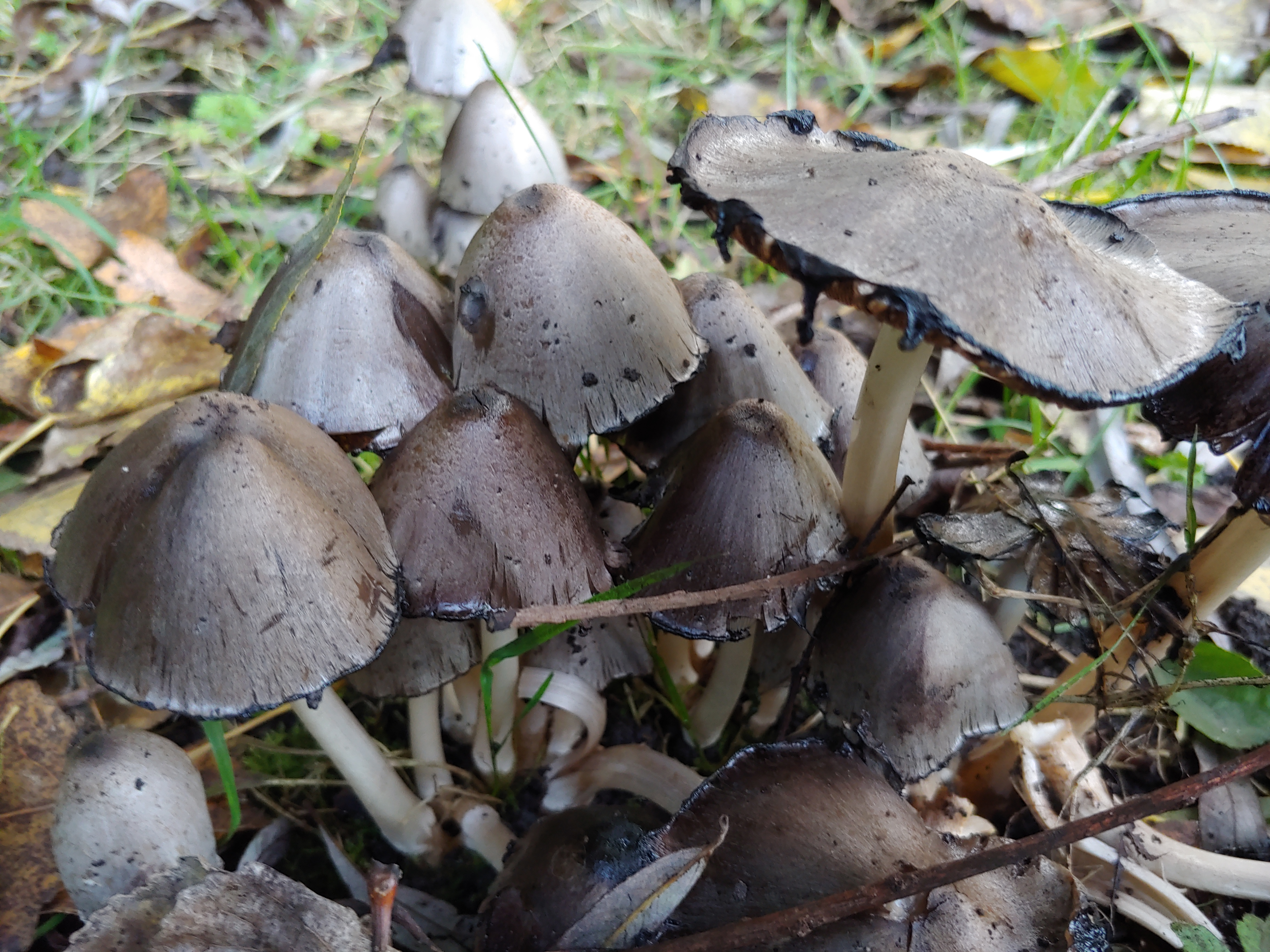
Inktzwammen

De snelle groeiwijze, de grillige vormen en de kleuren van paddenstoelen werden vanuit het volksgeloof vaak toegeschreven aan tovenarij. Zo kregen paddenstoelen namen als duivelsei, satansboleet en heksenboleet. Een heksenkring is een natuurlijk ontstane cirkel van paddenstoelen.

## Voortplanting van schimmels
De schimmels die vruchtlichamen maken noemt men de hogere schimmels of Dikaryomycota. De Dikaryomycota omvatten de ascomyceten (Ascomycota) en de basidiomyceten (Basidiomycota).
Meercellige schimmels zijn organismen die grotendeels uit schimmeldraden (hyfen) bestaan, die samen zwamvlok of mycelium genoemd worden. Bij de meeste soorten schimmels, die paddenstoelen vormen, bevindt de zwamvlok zich onder de grond. Bij parasitaire plantenschimmels zit de zwamvlok tussen de cellen (grauwe schimmel) of op het oppervlak (echte meeldauw) van de plant.
Er zijn homothallische en heterothallische schimmels. Bij heterothallische schimmels zijn er net als bij planten en dieren paringstypen. De aparte zwamvlokken worden "primair" genoemd, wanneer ze samensmelten ontstaat een "secundaire" zwamvlok. Elke cel van dit secundair mycelium bevat twee kernen (kopieën van de kernen uit de oorspronkelijke primaire zwamvlokken): een dikaryon.
Wanneer de kernen uit het dikaryon samensmelten ontstaat er een cel met een diploïde celkern. Bij ascomyceten worden in de asci (sporenzakjes) de haploïde ascosporen gevormd door een meiotische deling gevolgd door een mitotische deling. Bij basidiomyceten treedt de meiotische deling onmiddellijk op, de haploïde basidiosporen worden onmiddellijk op de basidiën gevormd.

## Bouw paddenstoel
Onderdelen van een paddenstoel zijn:
- steel
- beurs
- annulus, manchet, kraag of ring
- hoed met het hymenium (vruchtbare, sporenproducerende laag)

Er zijn paddenstoelen die bestaan uit al deze onderdelen, maar er zijn er ook waarbij een of meerdere onderdelen ontbreken, zoals de steel, manchet of beurs.
De hymenofoor, het weefsel dat het hymenium draagt, kan bestaan uit plaatjes (lamellen), buisjes of uit stekels.
De hoed beschermt de sporendragers tegen weersinvloeden. Over de hoed zit in een jong stadium nog het velum universale, een gesloten vlies. Ook kan er nog een velum partiale (een tweede vlies) tegen de onderkant van de hoed zitten. Bij het rijper worden scheuren de vliezen en kunnen de sporen bij verdere rijping ontsnappen. Het gescheurde velum partiale vormt het manchet aan de steel.
Resten van het gescheurde velum universale zijn terug te vinden boven op de hoed zoals bij de vliegenzwam en kunnen verschillende vormen hebben, plakjes, wratjes, pareltjes, naaldjes of vlokjes en aan de voet van de steel, dat dan een beurs genoemd wordt. Bij regen kunnen de resten op de hoed makkelijk wegspoelen.
De zwamvlok groeit soms in een ringvorm, zoals het geval is bij heksenkringen. Dit gebeurt als de oudere hyfen afsterven door autolyse of andere oorzaken. Omdat de oudere schimmeldraden vaak aan de binnenkant van het mycelium zitten, ontstaat een ringvorm.

## Aangetast hout
Paddenstoelen als zwavelkopjes, inktzwammen, oesterzwammen en elfenbankjes voeden zich met afstervend en dood hout en tasten geen gezond hout aan. 
Veel bodempaddenstoelen leven van afgestorven materiaal. In tuinen kunnen vele soorten waargenomen worden, afhankelijk van het tuinonderhoud.
Het gewoon meniezwammetje, dat vooral op dode takken voorkomt, kan ook levend hout aantasten. Deze paddenstoel is te herkennen aan de vele oranjerode stippen op afgestorven takken. Ook de echte honingzwam groeit op zowel levend als afgestorven hout en wortels in loofbossen.
Ook vochtig constructiehout in gebouwen kan door schimmels aangetast worden.

## Consumptie
Sommige paddenstoelen, zoals de champignon, zijn eetbaar. Enkele soorten worden gekweekt en worden verwerkt in gerechten. Andere soorten kunnen zeer giftig zijn of psychoactieve eigenschappen bezitten ("paddo's").
Aangezien biotoopverstoring, b.v . door bemesting of ontwatering, en het verdwijnen van groeiplaatsen, b.v. door bebouwing, meer bijdragen aan de achteruitgang van de paddestoelenflora dan plukken (waarvan de schade uitsluitend visueel is) zijn plukverboden niet zinvol en zeker niet afdoende om een verdere achteruitgang van de paddestoelenflora te voorkomen.— 1981, Anna Elisabeth Jansen

## Paddenstoelen in Nederland
In Nederland komen volgens mycologen naar schatting 5000 verschillende soorten paddenstoelen voor. Daarvan hebben er zo'n 1200 de duingebieden als habitat. Daarvan staan er 6 bekend als typische zeereep-paddenstoelen, die kunnen worden aangetroffen waar de duinen overgaan in het strand, onder meer op de Zandmotor tussen Kijkduin en Ter Heijde.